# Тодор Йончев
Тодор Йончев е български учител и общественик, роден на 9 декември 1859 г. в гр. Лом.
Завършва педагогическото училище във Виена, Австрия през 1881 г., след което се връща в България и става учител по химия и гимнастика в Шумен. През 1888 г. завършва химическия и земеделския отдел на политехниката в Цюрих, Швейцария. След завръщането си в България е бил учител в Садово и София, както и училищен инспектор в Пирдоп. До 1916 г. работи в Министерството на народното просвещение.
През 1890 г. Тодор Влайков и Тодор Йончев основават в Мирково първата българска кооперация – „Мирковско заемодавно, спестовно и земеделческо дружество „Орало“.
Тодор Йончев е един от основоположниците на съвременното физическо възпитание в България. Като учител в София през 1895 г. основава първото Гимнастическо дружество „Юнак“. Той е инициатор и за създаването на Съюза на българските гимнастически дружества „Юнак“ през 1898 г. Избран е в управителния съвет на съюза за деловодител.
През 1896 г. е ръководител на българската делегация за Първите олимпийски игри в Атина.

## Памет
На Тодор Йончев е наречена улица в жилищен комплекс „Малинова долина“ в София (Карта).